# Plattengrabkultur
| Prähistorische Kulturen Russlands |                         |
| Mittelsteinzeit                   |                         |
| Kunda-Kultur                      | 7400–6000 v. Chr.       |
| Jungsteinzeit                     |                         |
| Bug-Dnister-Kultur                | 6500–5000 v. Chr.       |
| Dnjepr-Donez-Kultur               | 5500–4000 v. Chr.       |
| Sredny-Stog-Kultur                | 4500–3500 v. Chr.       |
| Jekaterininka-Kultur              | 4300–3700 v. Chr.       |
| Kammkeramische Kultur             | 4200–2000 v. Chr.       |
| Fatjanowo-Kultur                  | um 2500 v. Chr.         |
| Kupfersteinzeit                   |                         |
| Nordkaspische Kultur              |                         |
| Kurgankultur                      | 5000–3000 v. Chr.       |
| Samara-Kultur                     | um 5000 v. Chr.         |
| Chwalynsk-Kultur                  | 5000–4500 v. Chr.       |
| Botai-Kultur                      | 3700–3100 v. Chr.       |
| Jamnaja-Kultur                    | 3600–2300 v. Chr.       |
| Afanassjewo-Kultur                | 3500–2500 v. Chr.       |
| Ussatowe-Kultur                   | 3300–3200 v. Chr.       |
| Glaskowo-Kultur                   | 3200–2400 v. Chr.       |
| Bronzezeit                        |                         |
| Poltavka-Kultur                   | 2700–2100 v. Chr.       |
| Potapovka-Kultur                  | 2500–2000 v. Chr.       |
| Katakombengrab-Kultur             | 2500–2000 v. Chr.       |
| Abaschewo-Kultur                  | 2500–1800 v. Chr.       |
| Sintaschta-Kultur                 | 2100–1800 v. Chr.       |
| Okunew-Kultur                     | um 2000 v. Chr.         |
| Samus-Kultur                      | um 2000 v. Chr.         |
| Andronowo-Kultur                  | 2000–1200 v. Chr.       |
| Susgun-Kultur                     | um 1700 v. Chr.         |
| Srubna-Kultur                     | 1600–1200 v. Chr.       |
| Kolchis-Kultur                    | 1700–600 v. Chr.        |
| Begasy-Dandybai-Kultur            | um 1300 v. Chr.         |
| Karassuk-Kultur                   | um 1200 v. Chr.         |
| Ust-Mil-Kultur                    | um 1200–500 v. Chr.     |
| Koban-Kultur                      | 1200–400 v. Chr.        |
| Irmen-Kultur                      | 1200–400 v. Chr.        |
| Spätirmen-Kultur                  | um 1000 v. Chr.         |
| Plattengrabkultur                 | um 1300–300 v. Chr.     |
| Aldy-Bel-Kultur                   | 900–700 v. Chr.         |
| Eisenzeit                         |                         |
| Baitowo-Kultur                    |                         |
| Tagar-Kultur                      | 900–300 v. Chr.         |
| Nosilowo-Gruppe                   | 900–600 v. Chr.         |
| Ananino-Kultur                    | 800–300 v. Chr.         |
| Tasmola-Kultur                    | 700–300 v. Chr.         |
| Gorochowo-Kultur                  | 600–200 v. Chr.         |
| Sagly-Baschi-Kultur               | 500–300 v. Chr.         |
| Jessik-Beschsatyr-Kultur          | 500–300 v. Chr.         |
| Pasyryk-Stufe                     | 500–300 v. Chr.         |
| Sargat-Kultur                     | 500 v. Chr.–400 n. Chr. |
| Kulaika-Kultur                    | 400 v. Chr.–400 n. Chr. |
| Tes-Stufe                         | 300 v. Chr.–100 n. Chr. |
| Schurmak-Kultur                   | 200 v. Chr.–200 n. Chr. |
| Taschtyk-Kultur                   | 100–600 n. Chr.         |
| Tschernjachow-Kultur              | 200–500 n. Chr.         |

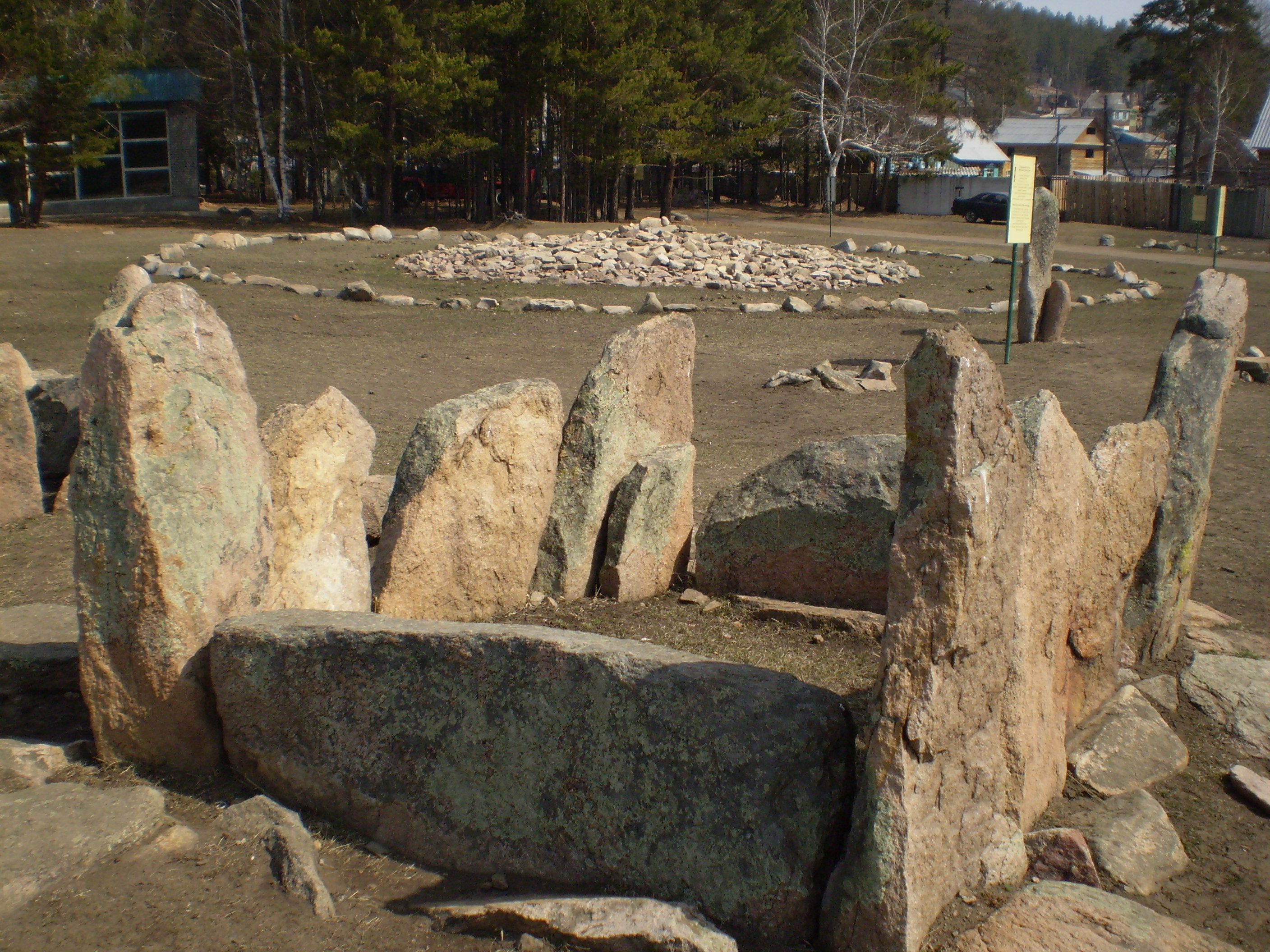
Plattengrab im Ethnografischen Museum Transbaikaliens

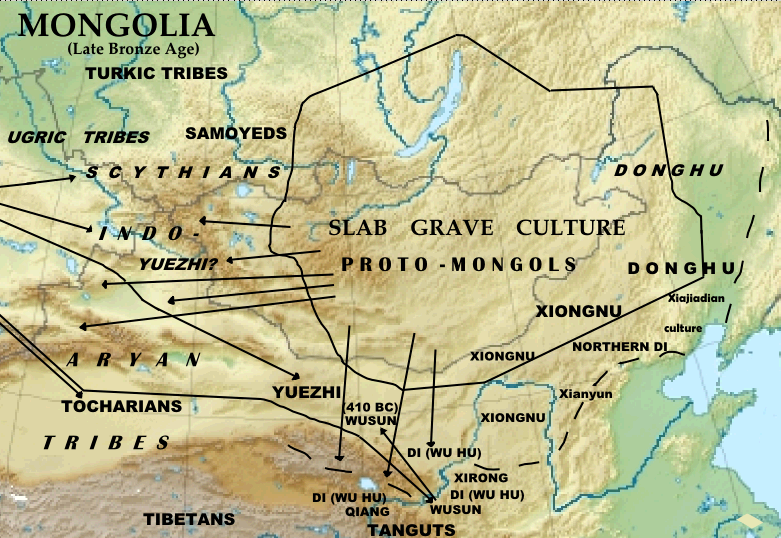
Ausdehnung der Plattengrabkultur. Ihre Zuordnung zu den Proto-Mongolen (d. h. frühen Mongolen) und die Verortung einiger ethnischer Gruppen in der Umgebung ist allerdings nicht so eindeutig bestimmbar, wie die Karte suggeriert.

Die Plattengrabkultur war im späten 2. und im 1. Jahrtausend v. Chr. in Transbaikalien und der nördlichen Mongolei verbreitet und gehörte damit zur späten Bronzezeit und frühen Eisenzeit in dieser Region.
Charakteristisch sind die namengebenden Plattengräber. Bei ihnen handelt es sich um Steinkisten, einer Einfriedung aus Steinplatten. Die Toten wurden in gestreckter Rückenlage mit dem Kopf im Osten, teilweise unter Beigabe von Tier- insbesondere Pferdeschädeln bestattet, ein Brauch, der auch bei den Xiongnu verbreitet war. Das Fundgut wird durch kammabdruck- und kerbleistenverzierte Keramik charakterisiert. In der Keramik zeigen sich auch chinesische Einflüsse; gleichzeitig sind auch Beziehungen zum oberen Jenissei-Gebiet erkennbar. Siedlungsplätze wurden bislang nicht ergraben; sie sind nur durch Lesefunde bekannt. Die Wirtschaft wurde höchstwahrscheinlich von der Viehzucht dominiert. Die Menschen der Plattengrabkultur waren wohl die frühesten Nomaden der Region. Aufgrund der reichen Bodenschätze wurde auch Metallurgie ausgeübt. Die ethnische Zugehörigkeit der Träger der Plattengräberkultur ist nicht sicher feststellbar. Die Skelette scheinen asiatische Merkmale aufzuweisen. Die Herkunft der Plattengrabkultur ist umstritten, in einigen Elementen, wie den Begräbnissitten (gestreckte Rückenlage mit Gesicht nach Osten) und der Keramik zeigt sie Gemeinsamkeiten mit vorherigen Kulturen der Region. Eine Rolle dürfte dabei die vorherige Glaskowo-Kultur gespielt haben, deren Träger aber noch halbnomadisch von bescheidenem Ackerbau und winterlicher mobiler Viehzucht, in einigen Regionen stark ergänzt um Jagd, Fischfang und Sammeln, gelebt haben und die sich auch von Süden her in die Baikal-Region ausgebreitet hatte. Im 3. Jahrhundert v. Chr. wurde die Plattengräberkultur von den Xiongnu abgelöst.

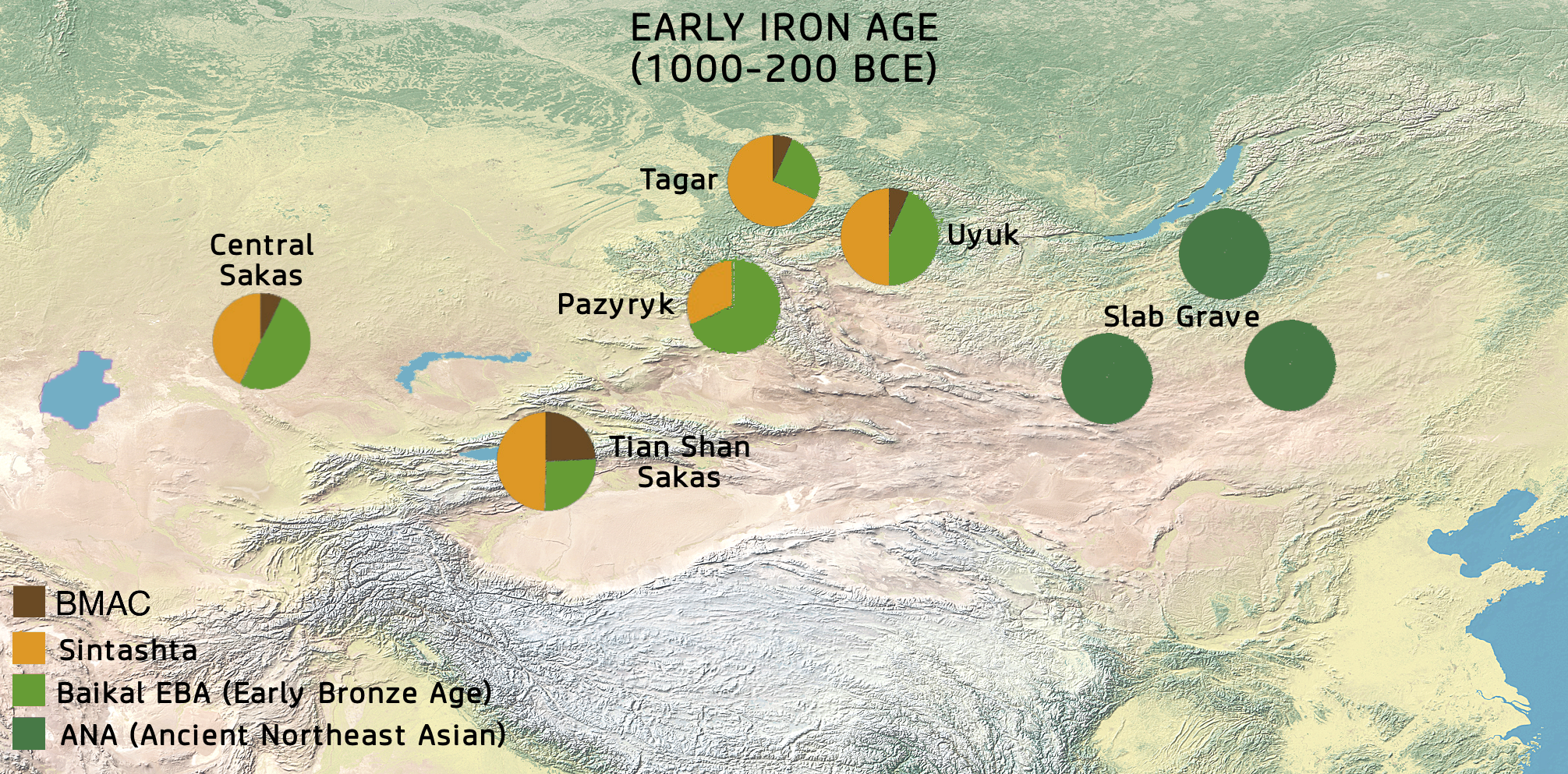
Die Ethnogenese der Xiongnu durch die Verschmelzung der 'östlichen Altai Skythen' und der Plattengrabkultur.

Die Bevölkerung der Plattengrabenkultur formte die wichtigste Komponente in der Ethnogenese der Xiongnu und speziell der Xiongnu Elite, jedoch nur in geringen Maße in der Ethnogenese der späteren Mongolen, welche hauptsächlich von weiter östlichen Stämmen abstammten.